# Neoctantes
Cet article court présente un sujet plus développé dans : Neoctantes niger.
Genre
Neoctantes est un genre monotypique de passereaux de la famille des Thamnophilidés, originaire d'Amérique du Sud.

## Liste des espèces
Selon la classification de référence du Congrès ornithologique international (version 6.4, 2016) :
- Neoctantes niger — Batara des fourrés, Batara noir, Fourmilier noir (Pelzeln, 1859)